# کوامی براون
کوامی براون (انگلیسی: Kwame Brown؛ زادهٔ ۱۰ مارس ۱۹۸۲) بازیکن بسکتبال اهل ایالات متحده آمریکا است. از باشگاه‌هایی که در آن بازی کرده‌است می‌توان به گلدن استیت واریرز، فیلادلفیا سونتی‌سیکسرز، لس آنجلس لیکرز، واشینگتن ویزاردز، ممفیس گریزلیز، شارلوت هورنتس، و دیترویت پیستونز اشاره کرد.